# Секте (астрологија)
Секте у традиционалној астрологији представљају класификацију положаја небеских тела, којој подлежу Сунце, планете од Меркура до Сатурна без Земље, и Месец. Постоје дневна и ноћна секта, а у једном хороскопу сваком од наведених тела одговара тачно једна од њих. Када се нека планета налази у секти која јој одговара, каже се да је она у својој секти, што се сматра малим случајним достојанством. И дневна и ноћна секта се деле у две групе:
- По положају у односу на хоризонт. Свако небеско тело између Desc и Asc у пмс се налази у дневној секти, а све између Asc и Desc у истом смеру припада ноћној секти.
- По зодијачком знаку у коме се небеско тело налази. Водени и земљани знаци припадају ноћној секти, а ваздушни и ватрени дневној.

Сваком од набројаних небеских тела, осим Меркура, увек одговара или дневна или ноћна секта. Меркуру могу да одговоарају и дневна и ноћна секта, зависно од његовог положаја у односу на Сунце. Уколико се краћим путем дуж лонгитуде налази после Сунца (окциденталан је), он припада ноћној секти. Уколико се пак налази пре њега (оријенталан је), припада дневној секти.
Списак припадности небеских тела сектама се налази у табели испод:
| Небеско тело | Одговарајућа секта |
| ------------ | ------------------ |
| Сунце        | дневна             |
| Месец        | ноћна              |
| Меркур       | дневна или ноћна   |
| Венера       | ноћна              |
| Марс         | ноћна              |
| Јупитер      | дневна             |
| Сатурн       | дневна             |

## Пример
На датом примеру за 27.08.2010. [16:06:13] у Београду ће бити демонстрирано разматрање секти. За свако небеско тело је дато у којој секти се налази према наведеним критеријумима (секте према хоризонту и према знаку), и у којој секти би требало да буде. Жута боја означава дневне секте, а индиго ноћне.
Меркурова жељена секта је ноћна, јер се краћим путем налази после Сунца, тј. пре њега залази и излази на хоризонту.
| Небеско тело | Секта према хоризонту | Секта према знаку | Жељена секта |
| ------------ | --------------------- | ----------------- | ------------ |
| Сунце        | дневна                | ноћна             | дневна       |
| Месец        | ноћна                 | дневна            | ноћна        |
| Меркур       | дневна                | ноћна             | ноћна        |
| Венера       | дневна                | дневна            | ноћна        |
| Марс         | дневна                | дневна            | ноћна        |
| Јупитер      | ноћна                 | дневна            | дневна       |
| Сатурн       | дневна                | дневна            | дневна       |

Из табеле се види да су Сунце, Месец, Меркур и Јупитер у по једној од своје две секте. Сатурн је, за разлику од њих у обе своје секте. Пошто је реч о дневној планети, која се налази у својим сектама и пошто је реч о дневном рођењу (Сунце је изнад хоризонта), за Сатурн се такође каже да је у Хајзу.